# Tullia
Tullia (łac. Diocesis Tulliensis) – stolica historycznej diecezji we Cesarstwie rzymskim w prowincji Numidia zlikwidowana w VII w. podczas ekspansji islamskiej, współcześnie w północnej Algierii. Obecnie katolickie biskupstwo tytularne. 

## Biskupi tytularni
| Lp. | Biskup                         | Funkcja                                     | Od                   | Do                   |
| --- | ------------------------------ | ------------------------------------------- | -------------------- | -------------------- |
| 1   | Joost van den Biesen           | wikariusz apostolski Abercorn (Zambia)      | 12 lutego 1948       | 24 stycznia 1958     |
| 2   | Roman Andrzejewski             | biskup pomocniczy włocławski                | 12 listopada 1981    | 7 lipca 2003         |
| 3   | Georges Cottier                | –                                           | 7 października 2003  | 21 października 2003 |
| 4   | Luis Morao Andreazza           | biskup pomocniczy Santa Ana (Salwador)      | 12 listopada 2003    | 21 kwietnia 2007     |
| 5   | Franco Giulio Brambilla        | biskup pomocniczy Mediolanu (Włochy)        | 13 lipca 2007        | 24 listopada 2011    |
| 6   | João Justino de Medeiros Silva | biskup pomocniczy Belo Horizonte (Brazylia) | 21 grudnia 2011      | 22 lutego 2017       |
| 7   | Daniel Mueggenborg             | biskup pomocniczy Seattle (USA)             | 6 kwietnia 2017      | 20 lipca 2021        |
| 8   | John-Nhan Tran                 | biskup pomocniczy Atlanty (USA)             | 25 października 2022 |                      |